# 炎と怒り
『炎と怒り トランプ政権の内幕』（ほのおといかり とらんぷせいけんのうちまく、原題：Fire and Fury: Inside the Trump White House）は、ドナルド・トランプ政権についての暴露本。2018年1月にアメリカで出版されベストセラーとなった。

## 書名
2017年8月、核開発やミサイル発射実験を繰り返している北朝鮮に対し、トランプ大統領が「世界が見たことのない炎と怒りに直面するだろう」と威嚇した際の表現から取られている。もともとは『旧約聖書』の中の「イザヤ書」の一節から。

## 内容
トランプ側近ら200人以上への1年半にわたる取材にもとづきマイケル・ウォルフが執筆。スティーブ・バノンの発言を多く引用し、トランプを臆病かつ情緒不安定で大統領の資質に大きく欠けた人物として描写している。

## 反応

### トランプ政権
トランプ大統領の弁護士団は4日、著者と出版社に対し差し止めと宣伝の中止を求める書簡を送った。バノンに対しても情報漏洩をやめるよう求める書簡を送った。

### 売れ行き
予約が殺到し出版社は1月5日に前倒しで発売。発売1週間で全米100万部を突破した。アメリカで2番目に大きいニューヨーク公共図書館では49冊の蔵書に対し1174冊の貸出予約が入り（その後も増加）、450冊を追加注文した。
2018年1月18日時点で11回の増刷を重ね、140万部を突破したと発表。

### 北朝鮮
2017年からアメリカと緊張状態にある北朝鮮は労働新聞で「反トランプの図書まで出版され、世界の面前で恥をかいている」「自らの秘話が世界的に広がり、トランプは怒りを鎮めることができない」などと皮肉った。

### その他
35か国語で翻訳されることが決まっており、日本では早川書房が権利を獲得し発売した。

## 参考
1. ↑  “トランプ政権の暴露本「炎と怒り」、予約殺到で増刷”. CNN.co.jp. (2018年1月8日) 2018年1月12日閲覧。
2. ↑  “池上彰が斬る米国の内幕｢炎と怒り｣の本質”.   東洋経済. 2018年3月15日閲覧。
3. 1 2  “米大統領、暴露本の出版中止要求 出版社は発売前倒しで対抗”. AFP. (2018年1月5日)
4. ↑  “トランプ大統領、暴露本に圧力も出版社は要求拒否”. 日刊スポーツ. (2018年1月6日)
5. ↑  “People Are Checking Out 'Fire and Fury' From Libraries as Fast as Harry Potter”. TIME. (2018年1月5日) 2018年1月12日閲覧。
6. ↑  『トランプ政権の暴露本「炎と怒り」は140万部を超えた』 2018年1月18日 Onebox News
7. ↑  『中日新聞』2018年1月12日。
8. ↑  『炎と怒り』著者が明かす、トランプ政権の内幕日経ビジネス、2018年3月9日閲覧。